# PLXNB1
PLXNB1‏ (Plexin B1) هوَ بروتين يُشَفر بواسطة جين PLXNB1 في الإنسان.